# Camponotus transvaalensis
Camponotus transvaalensis är en myrart som beskrevs av Arnold 1948. Camponotus transvaalensis ingår i släktet hästmyror, och familjen myror.

## Underarter
Arten delas in i följande underarter:
- C. t. arnoldi
- C. t. griqua
- C. t. transvaalensis